# Drepanosticta jurzitzai
Drepanosticta jurzitzai är en trollsländeart som beskrevs av Hämäläinen 1999. Drepanosticta jurzitzai ingår i släktet Drepanosticta och familjen Platystictidae. IUCN kategoriserar arten globalt som otillräckligt studerad. Inga underarter finns listade i Catalogue of Life.